# Kemmunett
Kemmunett är en ö i republiken Malta.   Den ligger i kommunen Il-Qala, i den nordvästra delen av landet bredvid Kemmuna. Arean är 0,25 kvadratkilometer. På ön finns gräsmarker.
Terrängen på Kemmunett är mycket platt. Öns högsta punkt är 20 meter över havet. Den sträcker sig 0,6 kilometer i nord-sydlig riktning, och 0,6 kilometer i öst-västlig riktning.